# Submillimeter Array

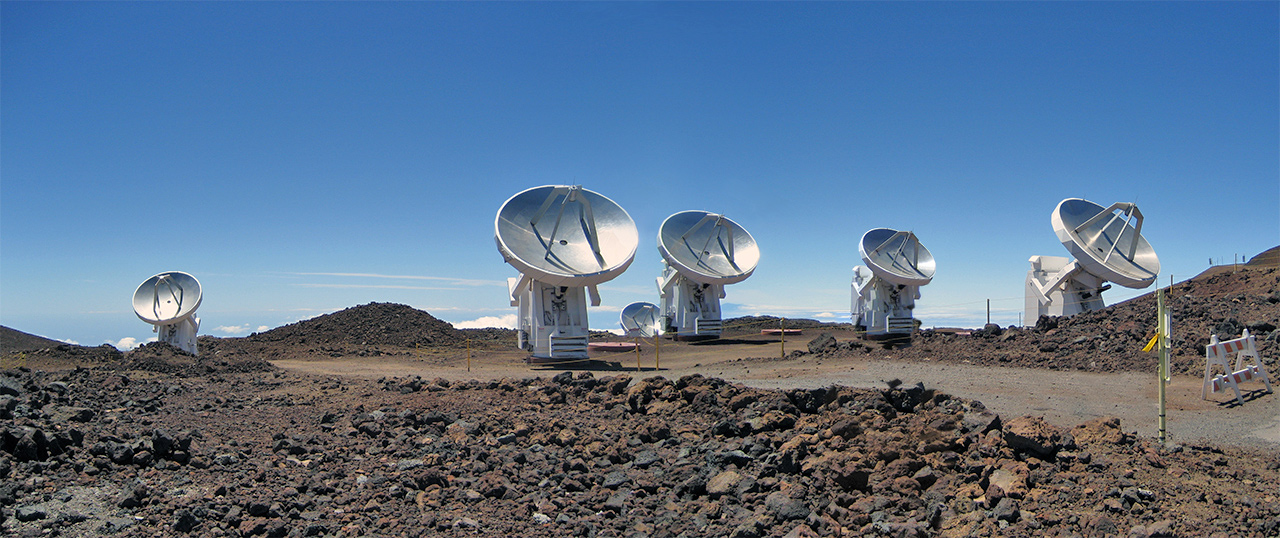
Sechs Radioteleskope des Submillimeter-Array

Das Submillimeter Array (SMA) ist ein Radiointerferometer für astronomische Beobachtungen bei Frequenzen von 180 bis 900 GHz.
Das SMA besteht aus 8 Radioteleskopen mit je 6 Meter Antennendurchmesser an einem Standort in 4080 m Höhe am  Mauna-Kea-Observatorium auf Hawaii. Die einzelnen Teleskope können an verschiedene Standorte transportiert werden, die Basislinien (Spiegelabstand, von engl. baseline) zwischen 2 Teleskopen zwischen 9 und 500 Metern ergeben. Je nach Frequenz ergibt sich damit eine räumliche Auflösung von bis zu 0,1″. Zurzeit (2008) verfügbar sind Empfänger für Frequenzen um 230, 345 und 690 GHz.
Die acht Teleskope des SMA können auch mit den beiden einzelnen Submillimeterteleskopen auf Mauna Kea – James Clerk Maxwell Telescope (15 m) und Caltech Submillimeter Observatory (10,4 m) – zum extended SMA (eSMA) interferometrisch verbunden werden. Diese Kombination erreicht durch die beiden größeren Teleskope eine höhere Empfindlichkeit und wegen der längeren Basislinien (bis 783 m) auch höhere Auflösung, ist aber auf Frequenzen um 230 und 345 GHz beschränkt.
Das SMA war das erste für Beobachtungen unter einem Millimeter Wellenlänge konzipierte Radiointerferometer und wurde im November 2003 offiziell in Betrieb genommen. Es wurde in Zusammenarbeit des Smithsonian Astrophysical Observatory und des taiwanischen Academia Sinica Institute of Astronomy and Astrophysics entwickelt, gebaut und betrieben.
Als Radiointerferometer für den Millimeter- und Submillimeterbereich ermöglicht das SMA hochauflösende Beobachtungen z. B. von der Wärmeemission des Staubs um junge Sterne oder in Galaxien, und von Spektrallinien vieler verschiedener Moleküle.
Es ist Teil des Event Horizon Telescope (EHT) Projekts und war eines der Teleskope des weltweiten Netzwerks aus acht Radioteleskopen, mit dem 2017 (veröffentlicht im April 2019) die ersten direkten Bilder eines schwarzen Lochs (des supermassiven schwarzen Lochs in M 87) gelangen.